# Rio Mera (Afluente do Minho)
O Rio Mera é um rio da Galiza, Espanha, afluente da margem direita do Rio Minho.